# Iglesia de Santa María de la Asunción (Aizarna)
La iglesia de Santa María de la Asunción o de Nuestra Señora de la Asunción es un templo católico del barrio de Aizarna, perteneciente al municipio español de Cestona.

## Descripción
La iglesia está situada en el barrio de Aizarna, dentro del municipio guipuzcoano de Cestona. Aparece descrita en el Diccionario histórico-geográfico-descriptivo de los pueblos, valles, partidos, alcaldías y uniones de Guipúzcoa (1862) de Pablo de Gorosábel con las siguientes palabras:

La iglesia parroquial de esta tierra se titula Santa María de la Asuncion, la cual se cree haber pertenecido en algun tiempo á la órden de los templarios. Hállase servida por un cura con nombre de rector y dos beneficiados. Es templo capaz y de buena fábrica, que en nada desmerece de la de Cestona.
(Gorosábel, 1862, p. 6)